# Trận chiến quần đảo Falkland
Trận chiến quần đảo Falkland là một thắng lợi của Hải quân Hoàng gia Anh trước Hải quân Đế chế Đức vào ngày 8 tháng 12 năm 1914 trong Chiến tranh thế giới thứ nhất ở Nam Đại Tây Dương. Sau thất bại tại trận Coronel vào ngày 01 tháng 11, người Anh gửi một lực lượng lớn để theo dõi và tiêu diệt đội tàu tuần dương Đức đã đánh bại họ tại trận Coronel.
Đô đốc Graf Maximilian von Spee chỉ huy hải đội Đức gồm hai tuần dương hạm bọc thép, SMS Scharnhorst và SMS Gneisenau, ba tuần dương hạm hạng nhẹ, SMS Nürnberg (1906), Dresden, Leipzig và ba tàu vận tải đã cố gắng tấn công căn cứ tiếp vận của Anh tại Stanley trên quần đảo Falkland. Hai tầu tuần dương chủ lực của Anh gồm, các chiếc HMS Invincible và Inflexible, ba tàu tuần dương bọc thép gồm các chiếc HMS Carnarvon, Cornwall và Kent và hai tuần dương hạm hạng nhẹ gồm các chiếc HMS Bristol và HMS Glasgow đã cập cảng chỉ một ngày trước đó.
Tầm nhìn lúc đó là tối đa: mặt biển rất bình yên với các làn gió nhẹ thổi từ phía tây bắc, mặt trời rất sáng, bầu trời quang đãng. Các tuần dương hạm hải đội Đức đã bị phát hiện rất sớm vào lúc 9:00 sáng ngày hôm đó trong khi các tàu chiến-tuần dương và tàu tuần dương còn lại của Anh đều đang gắt gao tìm tông tích của năm chiếc tàu chiến Đức thì các con tàu này dàn thành hàng và tiến về phía đông nam. Tất cả ngoại trừ chiếc Dresden và chiếc tàu hỗ trợ Seydlitz, số còn lại đều bị bắt và đánh chìm.

## Bối cảnh
Các tàu chiến-tuần dương của Anh được lắp tám súng 12 in (305 mm) mỗi tàu, trong khi các chiếc SMS Scharnhorst và SMS Gneisenau của Spee chỉ có tám súng 210 mm (8,3 in). Ngoài ra, các tàu tuần dương chủ lực có thể chạy với tốc độ 25,5 kn (47,2 km/h; 29,3 mph) giờ so với tốc độ 22,5 kn (41,7 km/h; 25,9 mph) của các tàu của Spee. Vì vậy, các tàu tuần dương chủ lực của Anh có thể chạy nhanh hơn đối thủ của họ và có ưu thế đáng kể về chất lượng súng. Chiếc thiết giáp hạm tiền-dreadnought, HMS Canopus, cũng đóng tại Stanley để hoạt động như một pháo đài nổi để bảo vệ khu vực này.

### Đội tàu của Spree
Sau của chiến thắng của von Spee vào ngày 01 tháng 11 năm 1914 tại trận Coronel ở ngoài khơi bờ biển Valparaíso, Chile, nơi Hải đội Đông Á của Đức đánh chìm các tàu tuần dương HMS Good Hope (Kỳ hạm của Đô đốc Cradock) và Monmouth, lực lượng của von Spee tiến vào Valparaíso. Theo yêu cầu theo luật quốc tế đối với các tàu tham chiến tại các nước trung lập, các tàu ở lại đó trong vòng 24 giờ trước khi di chuyển đến Mas Afuera, 400 mi (350 nmi; 640 km) ngoài khơi bờ biển Chile. Ở đó, họ nhận được tin tức về việc chiếc SMS Emden bị tiêu diệt, chiếc này trước đó đã tách ra khỏi hải đội và bị tấn công ở Ấn Độ Dương. Họ cũng nhận được tin thuộc địa của Đức ở Thanh Đảo, Trung Quốc, vốn đã là cảng nhà của họ, đã thất thủ. Ngày 15 tháng 11 hải đội chuyển đến Bahia San Quintin trên bờ biển Chile, nơi mà một buổi lễ được tổ chức để phân phát 300 huân chương Thập tự sắt hạng hai cho các thủy thủ đoàn và một huân chương thập tự sắt hạng nhất được trao cho Đô đốc Spee.
Spee cũng nhận được các khuyến nghị nên trở về Đức nếu ông có thể. Các tàu của ông đã sử dụng một nửa số đạn dược của họ tại trận Coronel mà họ không thể có bổ sung và có những khó khăn để có nhiên liệu là than. Tin tình báo cho rằng các tàu HMS Defence, Cornwall và Carnarvon đang đóng tại sông, và rằng có không có tàu chiến của Anh tại đảo Stanley khi 1 tàu hơi nước ghé qua vào thời gian gần đó. Spee đã quan tâm đến các báo cáo về một tàu chiến Anh, chiếc Canopus, nhưng không ai xác định được rõ vị trí của nó. Ngày 26 tháng 11 hải đội di chuyển tới Cape Horn và đến đó vào ngày 1 tháng 12, sau đó thả neo tại đảo Picton, nơi họ ở lại trong ba ngày để lấy than từ một tầu chở hàng của Anh bị bắt giữ. Ngày 06 tháng 12, Spee đề nghị một cuộc tấn công vào quần đảo Falkland trước khi chuyển về phía bắc. Cuộc tấn công này là không cần thiết vì hải đội đã có nhiều than đá ở mức họ có thể mang được và ý tưởng này bị phản đối bởi hầu hết các thuyền trưởng của Spee, nhưng ông này vẫn quyết định tiến hành cuộc tấn công.

### Sự chuẩn bị của người Anh
Ngày 30 tháng 10, vị Đô đốc hạm đội về hưu Sir John Fisher được tái bổ nhiệm làm Bộ trưởng Bộ Hải quân (First Sea Lord) để thay thế Đô đốc Hoàng tử Louis của Battenberg, người đã bị buộc phải từ chức vì sự phản đối kịch liệt của công chúng chống lại việc một hoàng tử người Đức đảm nhận việc điều hành hải quân Anh. Ngày 3 tháng 11, Fisher đã được báo rằng có người nhìn thấy Spee ở ngoài khơi Valparaíso và đã có hành động để củng cố Cradock bằng cách tăng cường thêm chiếc Defence, lúc này đã được gửi tới tuần tra bờ biển phía đông của Nam Mỹ, để củng cố hải đội của ông ta. Khi ông nhận được tin tức vào ngày 4 tháng 11 về sự thất bại tại Coronel. Kết quả là các tàu chiến-tuần dương Invincible and Inflexible được lệnh rời khỏi Hạm đội Grand Fleed và đi đến Plymouth để sửa chữa lớn và chuẩn bị cho nhiệm vụ ở nước ngoài. Tham mưu trưởng của bộ Hải quân là Phó Đô đốc Doveton Sturdee có một bất đồng lâu dài với Fisher vì ông ta là một trong những người kêu gọi sa thải Fisher trong lần nắm cương vị First Sea Lord đầu tiên trong năm 1911, do đó, Fisher nắm lấy cơ hội quyết định bổ nhiệm Sturdee chức Tổng tư lệnh vùng Nam Đại Tây Dương và Thái Bình Dương, để chỉ huy hải đội mới từ chiếc Invincible.
Ngày 11 tháng 11 các chiếc Invincible và Inflexible rời Devonport, mặc dù công việc sửa chữa của chiếc tầu vẫn chưa được hoàn tất và nó khởi hành với những thợ sửa chữa vẫn còn trên boong. Mặc cho tính cấp bách của tình hình và tốc độ tối đa của nó là khoảng 25 kn (46 km/h; 29 mph), con tàu chỉ đi với tốc độ ổn định 10 kn (19 km/h; 12 mph). Chạy tốc độ cao đòi hỏi phải sử dụng một số lượng than cực lớn, do đó, để hoàn thành cuộc hành trình dài nó là cần thiết để đi ở tốc độ hành trình đây là tốc độ kinh tế nhất. Hai chiếc tàu cũng tải theo rất nhiều vật tư. Tính bảo mật của chuyến hành trình được coi là tối quan trọng để làm Spee bất ngờ, nhưng ngày 17 tháng 11, Trung úy Hirst từ chiếc Glasgow nghe người dân địa phương thảo luận về sự xuất hiện của các con tầu sắp tới ở bờ của Cape Verde. Nhưng những tin tức này đã không đến được tới Spee. Sturdee đến Abrolhos vào ngày 26 tháng 11 nơi mà Chuẩn Đô đốc Stoddart chờ đợi ông ta với phần còn lại của hải đội.
Sturdee thông báo ý định của mình để khởi hành đi quần đảo Falkland, ngày 29 tháng 11. Từ đó, các tàu tuần dương hạng nhẹ cao tốc Glasgow và Bristol sẽ tuần tra tìm kiếm Spee và gọi quân tiếp viện nếu họ tìm thấy ông ta. Thuyền trưởng Luce của chiếc Glasgow, người đã chạy thoát trong trận Coronel, phản đối rằng không có cần phải chờ đợi quá lâu và thuyết phục Sturdee khởi hành sớm hơn một ngày. Hải đội này đã bị trì hoãn trong suốt cuộc hành trình 12 giờ khi một sợi dây cáp dùng để kéo các mục tiêu bắn tập đã quấn xung quanh chân vịt cánh quạt của chiếc Invincible, nhưng rồi con tàu đã đến đích vào buổi sáng ngày 07 tháng 12. Hai tàu tuần dương hạng nhẹ thả neo ở phần bên trong của cảng Stanley. Trong khi các tàu lớn hơn ở lại bến cảng sâu hơn bên ngoài của Port William. Các thợ lặn vẫn cố gắng tháo chiếc cáp bọc xung quanh chiếc chân vịt cánh quạt của chiếc Invincible. Chiếc Cornwall tắt nồi hơi của mình để sửa chữa và chiếc Bristol tháo dỡ một trong những động cơ của nó. Con tàu nổi tiếng SS Great Britain, bỏ vai trò khiêm tốn là một hầm than để một góp phần vào trận đánh, cung cấp than cho các Invincible và Inflexible. Chiếc tuần dương hạm tàu buôn chuyển đổi HMS Macedonia được lệnh tuần tra các bến cảng, trong khi chiếc Kent duy trì nhiệt độ trong nồi hơi của mình, sẵn sàng để thay thế chiếc Macedonia vào ngày hôm sau, ngày 08 tháng 11. Hạm đội của Spee xuất hiện vào buổi sáng của ngày sau đó.

## Trận đánh

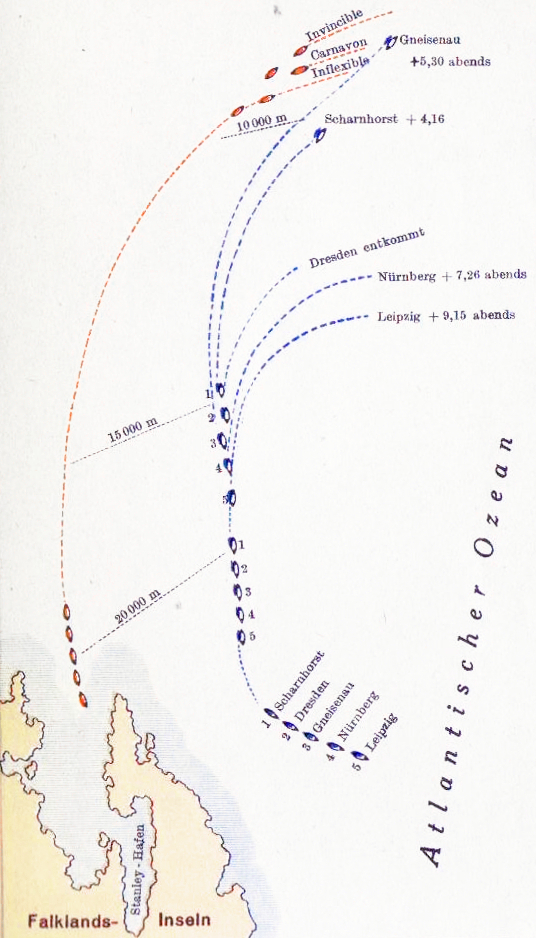
Trận chiến quần đảo Falkland.

### Di chuyển ban đầu
Tuần dương hạm của Spee, các chiếc Gneisenau và Nürnberg, là những chiếc đầu tiên tiếp cận đảo Stanley. Vào lúc đó, toàn bộ hạm đội Anh đã nạp đầy than. Khi Spee gây sức ép tấn công, không chỉ tàu của Sturdee trở thành các mục tiêu dễ dàng, mà bất kỳ con tàu nào muốn cố gắng để thoát ra cũng sẽ phải đối mặt với hỏa lực của toàn bộ các tàu Đức. Chỉ cần một con tàu bị đánh chìm cũng có thể khóa chặt phần còn lại của hải đội Anh ở trong cảng. May mắn cho người Anh, người Đức đã rất ngạc nhiên bởi một phát súng bắn từ một đối tượng bất ngờ: chiếc Canopus, được đặt như một tầu canh gác và nấp đằng sau một ngọn đồi. Sự kiện này đủ để chặn trước bước tiến của người Đức. Các cột ống khói kiểu đặc biệt của các tàu chiến chủ lực Anh đã cho thấy rằng họ sẽ phải đối mặt với một kẻ thù được trang bị tốt hơn rất nhiều. Chiếc Kent đã tách ra khá xa khỏi cảng và đã nhận được mệnh lệnh đuổi theo tàu của Spee.
Nắm rõ được tình hình của các tàu Đức, Sturdee ra lệnh cho các thuyền viên tiếp tục ăn sáng khi biết rằng Canopus đã tạo cho họ 1 khoảng thời gian trong khi hơi nước tăng nhiệt độ.
Còn về phía Spee thì với những thuyền viên đang mệt mỏi mỏi của mình cộng với tàu của ông bị yếu thế về hỏa lực, thất bại dường như là không thể tránh khỏi. Nhận thức về nguy hiểm của mình một cách quá muộn màng và đã bỏ lỡ mất cơ hội vàng để bắn hạ hải đội của Sturdee khi tại cảng – Spee và hải đội của ông đã bị đánh tan ngoài biển khơi. Các tầu Anh rời cảng vào khoảng 10:00. Spee đã chạy trước với khoảng cách chừng 15 mi (13 nmi; 24 km) nhưng ánh sáng ban ngày rất rõ để các tàu tuần dương chủ lực nhanh hơn đuổi kịp.

### Đụng độ
Đó là lúc 13:00 khi tàu tuần dương chủ lực của Anh nổ súng, nhưng chúng phải mất nửa giờ để đưa chiếc Leipzig vào tầm bắn. Nhận thấy rằng ông ta không có hy vọng chạy thoát khỏi tàu Anh, Spee quyết định tấn công vào họ với chỉ một chiếc tàu tuần dương bọc thép của ông, để tạo cơ hội cho các tàu tuần dương hạng nhẹ trốn thoát. Trận đấu súng nổ ra vào lúc 13:20. Các tuần dương hạm bọc thép của Đức có lợi thế về gió vì đang có gió tây bắc làm người Anh bị che khuất mục tiêu bởi khói tầu của họ trong suốt thời gian tác chiến. Cận vệ thứ hai của chiếc Gneisenau là Hans Pochhammer chỉ ra rằng có một thời gian yên lặng kéo dài trong giai đoạn đầu của trận đánh, đây là lúc người Anh cố gắng buộc Đô đốc Spee phải bỏ vị trí thuận lợi của mình nhưng họ không thể làm được.
Mặc dù Scharnhorst và Gneisenau đã thành công bước đầu khi tấn công Invincible, nhưng chiếc tàu chiến của Anh bị thiệt hại rất ít nhờ lớp giáp hạng nặng của nó. Spee sau đó lại quay sang tìm cách tẩu thoát, nhưng các tàu chiến-tuần dương của Anh lại đưa tàu của ông vào trong tầm bắn chỉ bốn mươi phút sau đó.
Invincible và Inflexible tấn công Scharnhorst và Gneisenau. Trong khi Sturdee tách các tuần dương hạm hạng nhẹ của mình ra để theo đuổi Leipzig và Nürnberg.
Invincible và Inflexible quay sang nổ pháo mạn vào các tuần dương hạm bọc thép của Đức và Spee phản ứng bằng cách cố gắng để tiến lại gần. Chiếc kỳ hạm của ông ta, Scharnhorst đã bị thiệt hại lớn ở dưới ống khói, bị cháy và bị nghiêng đi. Tình trạng bị nghiêng trở thành tồi tệ hơn vào lúc 16:04 và nó đã bị chìm vào lúc 16:17. Chiếc Gneisenau tiếp tục bắn trả và né tránh cho đến lúc 17:15 bởi vào lúc đó nó đã hết đạn dược và thủy thủ đoàn được cho phép đánh chìm nó và chuyển xuống xuồng cứu sinh vào lúc 18:02. Trong lúc con tầu này đang chìm, Đô đốc Sturdee tiếp tục tấn công vào chiếc Gneisenau với hai tàu tuần dương chủ lực của mình và chiếc tàu tuần dương hạng nhẹ Carnarvon, thay vì tách một trong những tàu chiến trên để bắt nốt chiếc Dresden. Trong số thuyền viên của Gneisenau, 190 đã được cứu khỏi mặt nước. Các tàu chiến-tuần dương Anh đã bị trúng khoảng 40 phát đạn nhưng chỉ bị chết một người và bốn người khác bị thương.
Trong khi đó các chiếc Nürnberg và Leipzig đã cố chạy thoát khỏi các tuần dương hạm của Anh. Nürnberg đã chạy ở tốc độ cao nhất nhưng nó cần sửa chữa, trong khi thủy thủ đoàn của chiếc đuổi theo, Kent, nồi hơi và động cơ của nó đã được đẩy đến mức giới hạn. Nürnberg cuối cùng đã quay sang chiến đấu vào 17:30. Kent có ưu thế về pháo và trọng lượng giáp. Nürnberg có hai vụ nổ lò hơi vào khoảng 18:30, nó phải trao lợi thế về tốc độ và tính cơ động cho Kent. Nürnberg sau đó bị chìm vào lúc 19:27 sau khi có một cuộc đuổi bắt kéo dài. Các tàu tuần dương Glasgow và tầu phụ trợ Cornwall truy đuổi chiếc Leipzig tới cùng. Chiếc Glasgow vào gần để kết liễu chiếc Leipzig, chiếc này tuy đã hết đạn nhưng cờ hiệu chiến đấu của nó vẫn tung bay. Nó bắn hai phát pháo sáng (xin ngừng chiến), do đó chiếc Glasgow ngừng nổ súng. Lúc khoảng 21:23, ở hơn 80 mi (70 nmi; 130 km) về phía đông nam của quần đảo Falkland, nó chìm xuống chỉ để lại 18 người sống sót.

## Kết cục

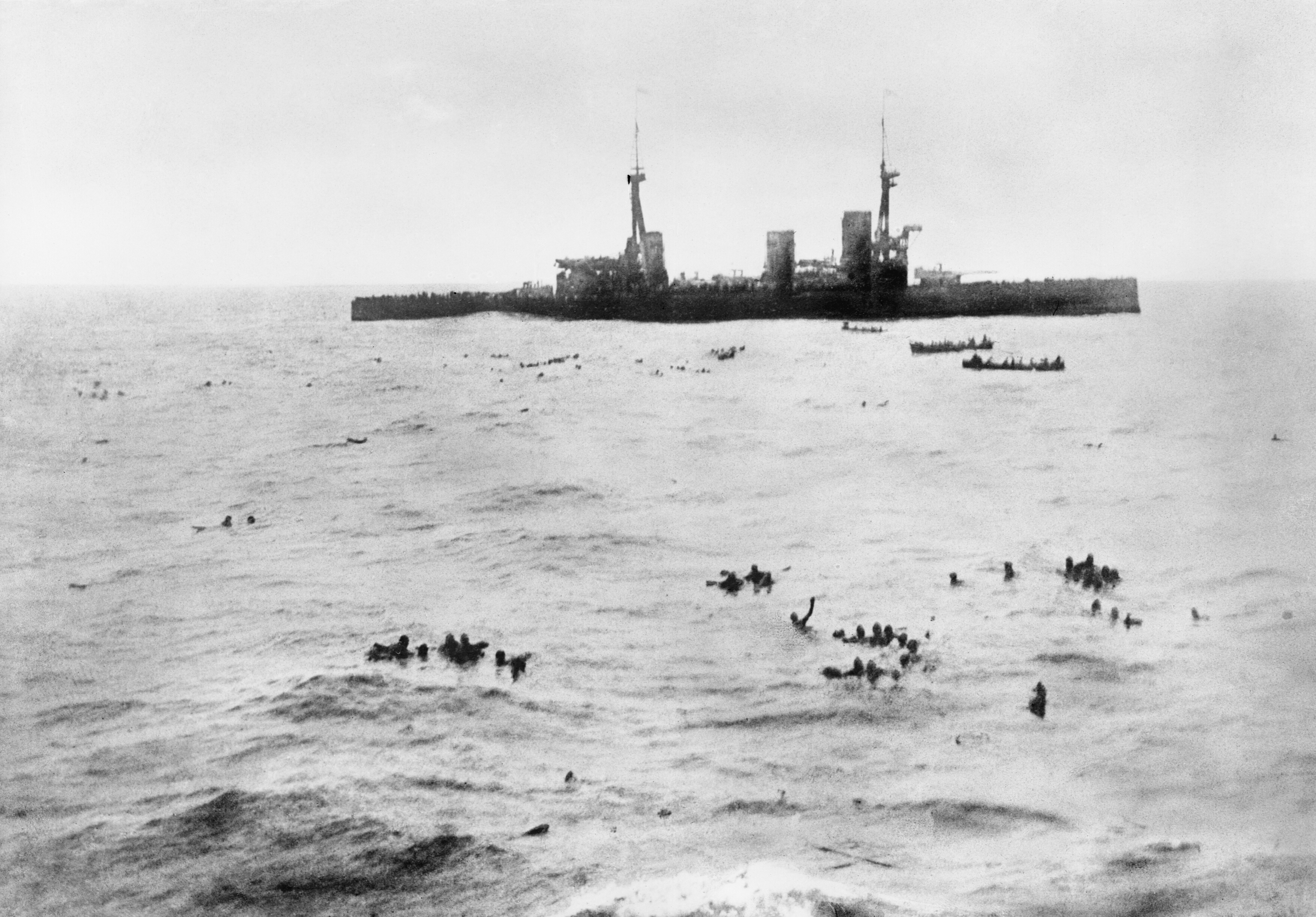
HMS Inflexible cứu vớt thủy thủ chiếc Gneisenau sau trận đánh

Thương vong và thiệt hại của hai bên có chênh lệch rất lớn; phía Anh chỉ bị thiệt hại rất nhẹ và không chiếc nào trong số các con tàu của Anh bị hư hỏng nặng. Ngược lại, 1.871 thủy thủ Đức đã thiệt mạng trong trận đánh trong đó có Đô đốc Spee và hai con trai của ông. 215 người sống sót đã được cứu thêm và trở thành tù binh trên tàu của Anh. Hầu hết họ đều đến từ chiếc Gneisenau, 9 người từ chiếc Nürnberg và 18 người từ chiếc Leipzig. Trong số 765 sĩ quan và thủy thủ từ chiếc Scharnhorst chỉ có 7 sống sót. Một sĩ quan của chiếc Gneisenau còn sống sót là người duy nhất sống sót sau ba đợt pháo khác nhau, đã được kéo lên khỏi nước khi nói rằng ông là một người anh em họ của viên chỉ huy của Anh (Stoddart)..
Trong số 8 chiến hạm lực lượng Hải quân Đức có hai chiếc chạy thoát: đó là chiếc tàu hỗ trợ Seydlitz và tàu tuần dương hạng nhẹ Dresden, nó phải lang thang trong phần lớn một quãng thời gian khoảng ba tháng nữa trước khi thuyền trưởng của nó đã bị dồn ép bởi một hải đội Anh ở ngoài khơi Quần đảo Juan Fernández vào ngày 14 tháng 3 năm 1915. Sau một trận chiến ngắn, thuyền trưởng của chiếc Dresden đã ra lệnh di tản khỏi con tàu của ông và sau đó đánh đắm nó bằng cách cho nổ kho đạn dược chính.
Như là một hệ quả của cuộc chiến, chiến thuật tấn công tàu chở hàng của đối phương ở trên các đại dương bằng tàu chiến của Kaiserliche Marine (Hải quân Đế chế Đức) đến hồi kết thúc. Tuy nhiên, Đức vẫn tung ra một vài tàu buôn vũ trang để tấn công tầu chở hàng cho đến khi chiến tranh kết thúc (ví dụ: xem bài Felix von Luckner).